# Indische Armee im Zweiten Weltkrieg
Die Indische Armee stellte im Zweiten Weltkrieg neben der British Army eines der größten Truppenkontingente des British Commonwealth of Nations. 1939 aus unter 200.000 Soldaten bestehend, hatte sie sich bis zum Ende des Krieges zur größten Freiwilligenarmee der Geschichte mit über 2,5 Millionen Soldaten im August 1945 entwickelt. Beginnend mit ihrem Einsatz auf dem afrikanischen Kriegsschauplatz ab 1940, kämpfte die Armee bis zum Kriegsende 1945 auf drei Kontinenten (Afrika, Asien und Europa).

## Hintergrund
Zu Beginn des Zweiten Weltkrieges 1939 stellte die Army of India (oder: in India) die Bodentruppen und der Marine zur Aufrechterhaltung des Kolonialstatus und zur Verteidigung Britisch-Indiens nach außen. Sie bestand aus dem indischen Teil der britisch-indischen Armee (im damaligen englischen Sprachgebrauch: „Indian Army“), der British Army in India und Hilfseinheiten wie denen der Indian Territorial Force. Die Indian Army als größte Komponente zählte inklusive der Kontingente der Fürstenstaaten rund 194.000 Mann in 96 Infanteriebataillonen und 18 Kavallerieregimentern, neben weiteren Einheiten. Die ersten Einheiten der indischen Armee wurden bereits vor dem Kriegsbeginn im August 1939 nach Übersee verlegt; je eine Brigade nach Ägypten und British Malaya. Die Kriegserklärung gegen die Achsenmächte erfolgte am 3. September 1939 durch den britischen Vizekönig Lord Linlithgow ohne Einbeziehung gesamtindischer Vertretungen.

## Organisation und Einsatz
Die im Laufe des Zweiten Weltkrieges als Teil der britischen Armee stark anwachsende Indian Army bestand aus folgenden Korps:
- Indian III Corps
- Indian IV Corps
- Indian XV Corps
- Indian XXXIII Corps
- Indian XXXIV Corps

Diese Korps gliederten sich in folgende Divisionen:
- 4th Indian Division
- 5th Indian Division
- 6th Indian Division
- 7th Indian Division
- 8th Indian Division
- 9th Indian Division
- 10th Indian Division
- 11th Indian Division
- 12th Indian Division
- 14th Indian Division
- 17th Indian Division
- 19th Indian Division
- 20th Indian Division
- 21st Indian Division
- 23rd Indian Division.

Weiter wurden zwei Panzerdivisionen und eine Luftlandedivision eingerichtet.
Mitglieder der Indian Army kämpften als Teil der britischen Streitkräfte im Ostafrikafeldzug in Äthiopien gegen die italienische Armee sowie gegen die italienischen und deutschen Armeen im (Nord-)Afrikafeldzug in Ägypten, Libyen und Tunesien. Nachdem Italien sich ergeben hatte, ging sie zudem im Italienfeldzug gegen die deutsche Armee vor. Der Großteil der indischen Soldaten kämpfte aber in Asien gegen die japanische Armee, bei Kriegsbeginn auf der Malaiischen Halbinsel, in Singapur und Hongkong und auf Borneo. Sie waren auch beteiligt am mehrjährigen Burmafeldzug. Dabei wurden über 36.000 indische Soldaten getötet; um die 64.000 wurden verwundet und über 67.000 gerieten in Kriegsgefangenschaft.
Winston Churchill lobte die „unerhörte Tapferkeit der indischen Soldaten und Offiziere“. Dieses Lob der Indian Army mit ihren indisch- und englischstämmigen Offizieren wird als Schritt in der ethnischen Gleichstellung durch Churchill gewertet (allerdings wird Churchill auch vorgeworfen, er hätte darauf gedrängt, „black volunteers“ über „administrative means“ aus der Armee zu halten).

## Nachspiel
Im Zweiten Weltkrieg fielen 36.000 Soldaten aus Britisch-Indien. Von den je nach Quelle bis 80.000 indischen Soldaten, die in Kriegsgefangenschaft gerieten, waren zwischen 15.000 und 17.000 in italienischer oder deutscher Gefangenschaft. Von diesen wurden zwischen 2.500 und 4.000 als Mitglieder der italienischen Battaglione Azad Hindoustan und/oder der deutschen Indischen Legion angeworben, um gegen die Alliierten zu kämpfen. Über 40.000 indische Soldaten in japanischer Kriegsgefangenschaft traten der Indian National Army (INA) bei und kämpften in Burma und Nordostindien gegen die Alliierten und für ein unabhängiges Indien. Anführer war der heute in Indien als Freiheitskämpfer angesehene Subhash Chandra Bose. Mitglieder der INA wurden nach dem Krieg in Britisch-Indien als Landesverräter angeklagt, jedoch nur in seltenen Fällen ernsthaft bestraft. Ein Grund dabei waren verschiedene Aufstände, sowohl in der Indian Army als auch in der Zivilbevölkerung, zur Unterstützung der angeklagten INA-Mitglieder. Diese Aufstände werden in Indien als Teil der geschichtlichen Ereignisse gewertet, die zur Unabhängigkeit Indiens führten.
Nach der Teilung Indiens 1947 fielen etwa 2/3 der Militärmittel der alten „Indian Army“ an das unabhängige Indien, und 1/3 an Pakistan. Vier Gurkha-Regimenter wurden in die Britische Armee überführt und in Malaya stationiert.